# Беллоу, Сол
Сол Бе́ллоу (англ. Saul Bellow, настоящее имя — Соломо́н Белло́ус; 10 июня 1915, Лашин, Квебек, Канада — 5 апреля 2005, Бруклайн, Массачусетс, США) — американский писатель еврейского происхождения, прозаик, известный также как эссеист и педагог. За свою литературную работу удостоился Пулитцеровской премии, Нобелевской премии по литературе за 1976 год и Национальной медали США в области искусств. Является единственным писателем — трижды лауреатом Национальной книжной премии за художественную литературу. В 1990 году получил медаль Национальной книжной премии за выдающийся вклад в американскую литературу. Член Американского философского общества (1998).
Среди его известных работ: «Приключения Оги Марча», «Хендерсон, повелитель дождя», «Герцог», «Планета мистера Заммлера», «Лови момент», «Подарок Гумбольдта» и Равельштейн. По собственному утверждению Беллоу, из всех его персонажей наиболее похожим на него самого был Юджин Хендерсон из книги «Хендерсон, повелитель дождя». Сол Беллоу широко известен как один из величайших писателей 20-го века.

## Биография

### Ранние годы
Сол Беллоу родился в 10 июня 1915 года в Лашине (ныне в составе Монреаля) в канадской провинции Квебек. При рождении его звали Соломоном Беллоусом. Он родился через два года после того, как его родители, Леша (урожденная Гордин) и Авраам Беллоус, эмигрировали из Санкт-Петербурга (Российская империя). У него было трое старших братьев и сестёр — сестра Зельда (позже Джейн, родившаяся в 1907 году), братья Мойша (позже Морис, родившийся в 1908 году) и Шмуэль (позже Самуил, родившийся в 1911 году). Семья Беллоу была литовско-еврейской; его отец родился в Вильнюсе.
Когда Беллоу было девять лет, его семья переехала в район парка Гумбольдта на западной стороне Чикаго. Этот город стал фоном многих его романов. Отец Беллоу, Авраам, стал импортёром лука. Он также работал в пекарне, доставлял уголь и работал бутлегером. Мать Беллоу, Лиза, умерла, когда ему было 17 лет. Она была глубоко религиозной и хотела, чтобы её младший сын Сол стал раввином или концертным скрипачом. Но он восстал против того, что он позже назвал «удушающей ортодоксией» своего религиозного воспитания и начал писать в молодом возрасте.
В детстве Сол много болел и в этот период пристрастился к чтению. Он решил стать писателем после прочтения «Хижины дяди Тома» Гарриет Бичер-Стоу. Любовь Беллоу к Библии началась в четыре года, когда он выучил иврит. Беллоу также любил читать Уильяма Шекспира и великих русских писателей XIX века. В Антропософском обществе Чикаго он принимал участие в антропософских исследованиях.

### Образование и начало карьеры
Беллоу учился в средней школе Тулей в западной части Чикаго, где подружился с другим писателем Айзеком Розенфельдом. В своем романе 1959 года «Хендерсон, повелитель дождя» Беллоу использовал образ Розенфельда на короле Дафу.

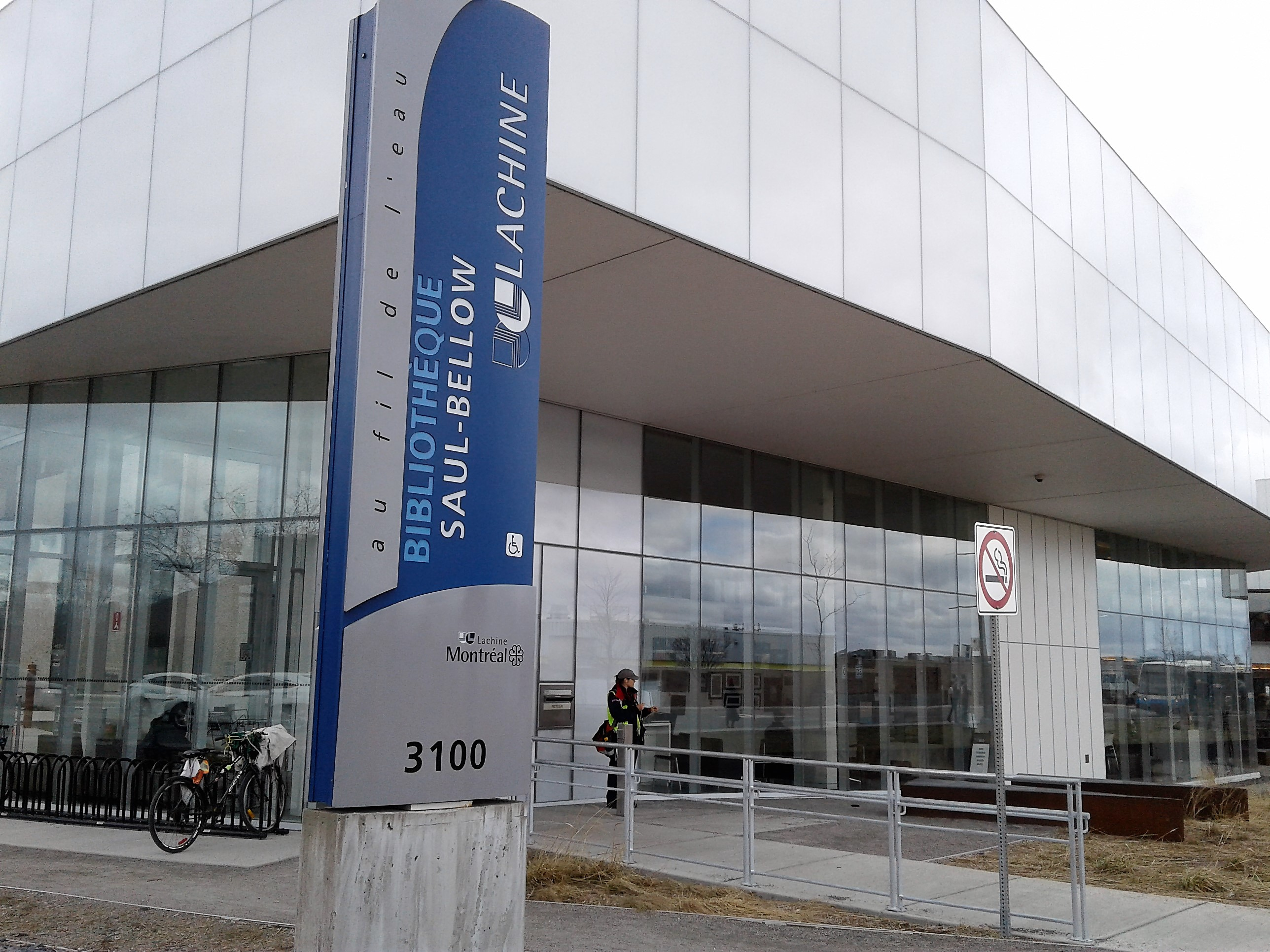
Библиотека им. Сола Беллоу (Лашин, Квебек)

В 1933 году окончил школу и поступил в Чикагский университет, спустя два года перевёлся в Северо-западный университет, который и окончил в 1937 году со степенью бакалавра антропологических и социологических наук. Был профессором в университетах Миннесоты, Нью-Йорка, Бостона и Чикаго. Будучи троцкистом, Сол Беллоу отправился в Мексику для встречи с Львом Троцким, однако ещё до их встречи на того было совершено смертельное покушение, и Беллоу увидел революционера уже на смертном одре.
Писательскую карьеру Беллоу начал с публикации литературных обозрений и переводов с идиша. Уже ранние произведения писателя обеспечили ему славу одного из сильнейших американских романистов XX века.

### Награды и Нобелевская премия
Известность ему принёс уже его первый роман «Между небом и землёй» (1944), основная проблема которого ‒ сохранение человеком своего «я» в хаосе социальных, национальных и моральных обязательств, возложенных на него обществом. Эта тема стала доминирующей в творчестве Беллоу. Роман «Приключения Оги Марча» (1953) удостоен Национальной премии как лучшая книга года. Роман «Герцог» (1964; удостоен той же премии, 1965) посвящён трагедии интеллигента, не находящего себе места в чуждом ему буржуазном мире.
В 1976 году Беллоу получил Нобелевскую премию по литературе «за гуманистическую проникновенность и тонкий анализ современной культуры, органически сочетающиеся в его творчестве». В 1983 году президент Франции наградил Беллоу орденом Почётного легиона.
В 1988 году был удостоен Национальной медали США в области искусств.

### Последние годы жизни и смерть
В 1995 году очень сильно отравился рыбой.
Умер 5 апреля 2005 года в городе Бруклайн (штат Массачусетс). Похоронен на кладбище Морнингсайд в Братлборо.

### Прозаические произведения
- Между небом и землёй / англ. Dangling Man (1944)
- Жертва / The Victim (1947)
- Приключения Оги Марча / The Adventures of Augie March (1953)
- Лови момент / Seize the Day (1956, экранизирован в 1986)
- Хендерсон — король дождя / Henderson the Rain King (1959)
- Герцог / Herzog (1964)
- Воспоминания Мосби и другие рассказы / Mosby’s memoires and other stories (сборник рассказов) (1968)
- Планета мистера Заммлера / Mr. Sammler’s Planet (1970)
- Подарок от Гумбольта / Humboldt’s Gift (1975) — Пулитцеровская премия 1976 года
- Декабрь декана / The Dean’s December (1982)
- Простофиля и другие рассказы / Him with His Foot in His Mouth (сборник рассказов) (1984)
- More Die of Heartbreak (1987)
- Вор / A Theft (1989)
- В связи с Белларозой / The Bellarosa Connection (1989)
- На память обо мне / Something to Remember Me By (1990)
- The Actual (1997)
- Равельштейн / Ravelstein (2000)
- Избранные рассказы / Collected Stories (2001)
- Серебряное блюдо и другие рассказы / A Silver Dish and Other Stories
- рассказы:
  - Оставить голубой дом
  - По-прежнему
  - В поисках мистера Грина
  - Рукописи Гонзага
  - Стать отцом
  - Родственники

### Пьесы
- «Последний анализ» / The Last Analisis (1964?)

### Биографические эссе
- «В Иерусалим и обратно: личные впечатления» / «То Jerusalem and Back: A Personal Account» (1976 год)
- It All Adds Up (1994)